# Мацюк Ія Павлівна
І́я Па́влівна Хомайко (у першому шлюбі — Мацю́к, у другому — Грицай, сценічний псевдонім — Ісорі; 3 березня 1920, Кам'янець-Подільський — 29 вересня 2008, місто Сарасота, Флорида, США) — українська оперна співачка (лірико-драматичне сопрано) та акторка, діячка української діаспори.

## Біографія

### Дитинство та юність
Народилася 3 березня 1920 року в Кам'янці-Подільському в сім'ї Павла та Єлизавети Хомайків. Батько Павло Васильович працював землеміром. Мала старшого брата Аркадія, молодшого брата Миколу. Батько мав приємного тембру голос (баритон) і полюбляв співати українські народні пісні. За спогадом доньки, він був особисто знайомий із Федором Шаляпіним і тривалий час листувався з ним.
Ія навчалася в другій трудовій школі, що розміщувалася в стінах колишньої Маріїнської жіночої гімназії, де свого часу навчалися відомі зірки оперної сцени Лідія Липковська та Зінаїда Рибчинська.
Ія часто відвідувала драматичний театр, а, закінчивши школу, стала брати участь у його роботі, виступаючи переважно в співочих ролях. Батько наполіг, щоб донька їхала навчатися до Харкова, де в нього була родина. Там Ія перебувала у 1939—1941 роках. У Кам'янець-Подільський повернулася влітку 1941 року, коли місто вже захопили нацисти.

### На театральній сцені
На початку осені 1941 року Ія познайомилася з Любомиром Мацюком, який у серпні прибув до Кам'янця-Подільського в складі похідної групи ОУН, щоб вести в місті просвітницьку роботу для відродження державницьких ідей українського народу. У Кам'янці-Подільському Любомир відав організацією хорів і музично-театральних дійств. Саме під час роботи з театральною групою він заприятелював з Ією та звернув увагу на гарний тембр її голосу.
2 лютого 1942 року Ія Хомайко дебютувала на сцені міського театру імені Тараса Шевченка в п'єсі «Сорочинський ярмарок» у ролі циганки. 28 лютого панна Хомайко зіграла у сальоновій виставі «Шалапут». В цей час Любомир Мацюк став директором Українського Національного Театру м. Проскурова. Через деякий час Мацюк завітав до Кам'янця-Подільського, щоб запросити місцевих акторів переїхати до Проскурівського театру.
У липні 1942 року Ія Хомайко вперше дебютувала на сцені Проскурівського театру в п'єсі «Сватання на Гончарівці» у ролі Уляни. Вже у серпні на сцені Проскурівського Драматичного Українського театру в постановці оперети «Запорізький скарб» Мацюк та Хомайко виконали свої пісні. Коли Любомир та Ія заспівали дуетом, то зрозуміли, що в них неабияка злагодженість голосів. Крім того, після спілкування з Любомиром Ія стала справжньою патріоткою усього українського.
Невдовзі гестапо розпочало боротьбу з галицькими посланцями. Любомирові загрожувала небезпека, тож він вирушив у дорогу, загітувавши Ію їхати до Львова навчатися мистецтва вокалу. Після прослуховування її прийняли до Музичного інституту імені Миколи Лисенка в клас Одарки Бандрівської. Під професійним оком знаного педагога Ія швидко набиралася знань і навичок співу, особливо злагоджено співаючи в дуеті з Любомиром. 1943 року вони одружилися. Весілля зіграли в Унятичах — рідному селі нареченого.

### На музичній сцені
Закінчила Вищий музичний інститут імені Миколи Лисенка у Львові, вдосконалювала майстерність у Відні. Від 1945 року виступала в Західній Німеччині, у 1947—1958 роках — у Бразилії, від 1958 року — у США.
Була дружиною співака й диригента Любомира Мацюка, який виступав під псевдонімом Мартіні. Удруге одружилась з інженером Тарасом Грицаєм (помер 11 грудня 1987 року).
Померла 29 вересня 2008 року в місті Сарасота (штат Флорида, США). Останки були перевезені і поховані 16 грудня біля її покійного чоловіка Тараса на Українському православному цвинтарі святого Андрія у Саут-Баунд-Бруку.